# I. československá brigáda Jana Žižky z Trocnova (Jugoslávie)
I. československá brigáda Jana Žižky z Trocnova (plným názvem I. československá brigáda Národně osvobozeneckého vojska „Jan Žižka z Trocnova“  nebo také I. československá samostatná brigáda Jana Žižky z Trocnova) byla vojenská jednotka za druhé světové války, která vedla partyzánský boj na území bývalé Jugoslávie. Vznikla 26. října 1943 u vesnice Bučje a skládala se ze tří praporů – 1. zcela český, 2. a 3. byly smíšené. Brigádou prošlo celkem asi 3500 mužů a žen z řad Čechů, Slováků, Srbů, Chorvatů a příslušníků jiných národů. Padlo 700 bojovníků, raněných bylo více než 800. Brigádou celkem prošlo 3000 českých a slovenských krajanů, z toho jich téměř 300 padlo a dalších několik set bylo raněných.

## Historie
Od roku 1941 vstoupilo do partyzánských jednotek v oblasti Slavonie (na území někdejších okresů Daruvar, Slavonska Požega, Kutina, Grubišno Polje, Našice, Novska, Pakrac, Nova Gradiška, Garešnica, Đakovo, Virovitica a Bjelovar), které se později staly základem brigády, na 2 200 Čechů a Slováků. Bojové území bylo veliké, ale hlavně to byla oblast Slavonie mezi řekami Drávou a Sávou. Protože až do konce války působila jednotka (později brigáda) v oblasti se silnou českou a slovenskou menšinou, dařilo se početní stav partyzánů průběžně doplňovat.

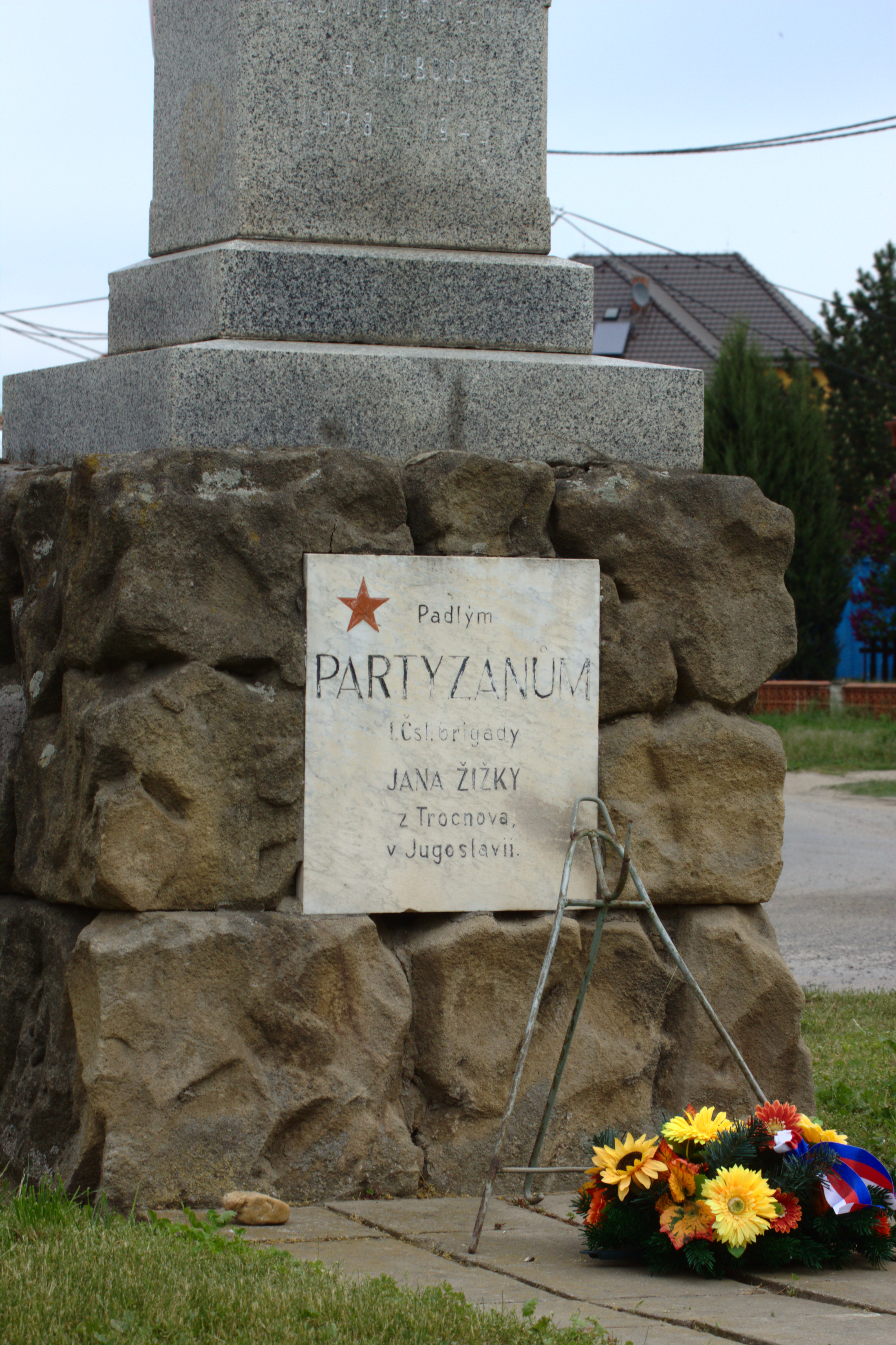
Památník padlým partyzánům ve vesnici Jiřice u Miroslavi na jižní Moravě.

Dne 3. května 1943 byl ve vesničce Cikoty v pohoří Papuku vytvořen 1. československý prapor třetí operační zóny (1. československý prapor), který měl 150 příslušníků a z toho 23 žen. Jeho velení fungovalo podle vzoru československé armády z první republiky. Mluvilo se česky, měli vlastní vlajku a na čapkách dvě zkřížené československé vlaječky nad pěticípou hvězdou. Prapor se účastnil jak bratrovražedných bojů v rámci Jugoslávie (střety s chorvatskými ustašovci či srbskými četniky), tak bojů s dokonale vyzbrojenou a organizovanou německou armádou. Německých 40 000 vojáků v létě 1943 zahájilo velkou ofenzívu, kde se prapor obzvláště vyznamenal (380 mrtvých a raněných na německé straně, 22 mrtvých a 44 raněných v českém praporu).[zdroj?]
Brigáda vznikla na základě rozkazu č. 16 štábu VI. sboru vydaného dne 26. října 1943 a měla v době vzniku 590 mužů a žen (289 Čechů a Slováků, 201 Srbů, 69 Chorvatů a 20 příslušníků jiných národů). Ze statistické zprávy ze dne 21. prosince 1943 plyne, že brigádu tvořilo 571 mužů a 29 žen. Na konci roku 1944 měla brigáda víc než 1000 vojáků, z nichž bylo 915 Čechů a Slováků.
Před koncem války 24. dubna 1945, byla brigáda převedena do nově tvořící se jugoslávské armády. V září 1945 pak byli příslušníci brigády v Praze na Staroměstském náměstí vyznamenáni ministrem národní obrany Ludvíkem Svobodou nejvyššími vojenskými vyznamenáními naší republiky.

## Velitelé brigády
1. Antonín Doležal († 29. ledna 1945,[5] v boji)[1]
2. Josef Růžička (1919 Otkopi[6] – † 7. února 1945 Končenica,[5] v boji)[1] in memoriam prohlášen národním hrdinou Jugoslávie. V rodné Končenici je po něm pojmenovaná českojazyčná základní škola tamějších českých rodáků
3. Josef Vojáček krycím jménem Taras, funkcionář jugoslávské Komunistické strany